# Margret Hafen
Margret Hafen-Becherer, nemška alpska smučarka, * 26. september 1946, Oberstdorf, Zahodna Nemčija.
Nastopila je na Olimpijskih igrah 1968, kjer je dosegla osemnajsto mesto v veleslalomu in devetnajsto v smuku. Na Svetovnem prvenstvu 1970 je osvojila sedmo mesto v smuku. V svetovnem pokalu je tekmovala pet sezon med letoma 1967 in 1971. V skupnem seštevku svetovnega pokala je bila najvišje na 25. mestu leta 1970, leta 1971 je bila deveta v smukaškem seštevku.